# John Foulds
John Herbert Foulds (Hulme (nabij Manchester), 2 november 1880 – Calcutta, 25 april 1939) was een Engels componist binnen het genre klassieke muziek. Deze aanduiding doet de componist te kort, hij schreef muziek in alle denkbeeldige genres van serieuze muziek tot de zogenaamde lichte muziek en muziek voor theaterstukken. Muziek uit de laatste twee categorieën overvleugelden zijn meer klassiek gerichte muziek, hetgeen hem frustreerde.
John Foulds werd geboren in een gezin waarvan de vader fagottist was in het Hallé Orchestra, destijds hét orkest in de omgeving van Manchester. John was grotendeels autodidact in het bespelen van de cello en het componeren. In 1900 kon hij aan het werk als cellist in hetzelfde orkest waar zijn vader in zat. Zijn grote liefde was echter het componeren en al vanaf jeugdige leeftijd kwamen er werken van zijn hand. Hans Richter en Henry Wood voerden werken van hem uit, waaronder Epithalamium in 1906. Een van zijn meest populaire werkjes binnen de lichte muziek was Keltic Lament, dat voor hemzelf een vloek was, maar tegelijkertijd wel gedurende een lange tijd een bron van inkomsten. Hij klaagde daar weleens over, bijvoorbeeld in 1933 tegen maestro Adrian Boult.
In 1915 vertrok Foulds naar Londen en ontmoette daar violiste Maud McCarthy, die toen als een autoriteit werd beschouwd op het gebied van Indiase volksmuziek. Na de Eerste Wereldoorlog componeerde Fould zijn A World Requiem; in eerste instantie volgenden uitvoeringen elkaar in rap tempo op, maar na 1926 verdween het van het concertpodium, pas in 2007 volgde een nieuwe uitvoering. Foulds kon daar maar moeilijk mee leven en vertrok naar Parijs om stomme films te begeleiden. In 1934 gaf hij het boek Music To-day (ook wel opus 92 genoemd) uit; een boek over de toen hedendaagse muziek. In 1935 vertrok hij naar India, alwaar hij ook volksmuziek ging verzamelen en een synthese probeerde te verwerkelijken tussen deze muziek en de muziek 'van thuis'. Hij stichtte er een orkest en componeerde muziek voor de ensembles aldaar. Hij werd er bestuurder van de Britse Radio in India. Na verloop van tijd werd hij gevraagd om de afdeling Calcutta op poten te zetten, maar voor hij dat kon realiseren, overleed hij aan cholera.
John Foulds en zijn muziek verdwenen naar de achtergrond en er vonden zelden uitvoeringen plaats van zijn werken. In 1974 komt er dan weer belangstelling voor zijn muziek als Malcolm MacDonald zijn muziek gaat promoten, vaak tegen de stroom in. Na eerst partituren te hebben aangetroffen in de Britse Muziekbibliotheek, spoort hij Foulds’ dochter op; zij blijkt een aantal dozen vol met probeersels en partituren te hebben, die het podium en uitgeverijen niet gehaald hebben. Helaas bleken grote delen door het verblijf in India onherstelbaar aangetast te zijn. Zijn muziek blijkt ineens aan te slaan, mede als gevolg van de zoektocht naar zijn onbekende beginjaren 80, de komst van de cd vraagt om onbekend repertoire. Behalve in de opnamestudio wordt het werk van Foulds ook weer in de concertzaal uitgevoerd. De kwaliteit is dikwijls verbazingwekkend, evenals de constatering dat Foulds wat betreft compositietechnieken veel componerende tijdgenoten vooruit was.

## Privéleven
Voordat hij met McCarthy trouwde , trouwde hij in 1909 met Maud Woodcock; uit die relatie werd een zoon geboren, Raymond (1911). Uit het huwelijk met McCarthy kwamen dan nog zoon Patrick en dochter Marybride, McCarthy bracht uit een vorige relatie haar dochter Joan mee.

## Oeuvre
Van deze componist zijn veel werken verloren gegaan, vandaar dat achter sommige opusnummer niets vermeld wordt:
- opus 1:
- opus 2:
- opus 3: 1898: Undine, suite
- opus 4: 1900: Variazioni ed Improvvisati su una Thema Originale	(Pianomuziek)
- opus 5: Strijkkwartet nr. 5; (Strijkkwartet)	MacDonald-nummering
- opus 6: 1905: Sonate voor cello en piano
- opus 7: The Vision of Dante (opera)
- opus 8:
- opus 9:
- opus 10: Epithalamium	(orkest)
- opus 11: Three songs of beauty	voor tenor en piano
- opus 12: 1906: Lento en scherzetto voor cello en orkest (deel van eerste celloconcert, dat verdwenen is)
- opus 13:
- opus 14:
- opus 15:
- opus 16: Holiday sketches (lichte muziek)
- opus 17: 1909: Celloconcert in G-majeur (2e concert
- opus 18: Apotheosis (vioolconcert)
- opus 19: 1910: Celloconcert in d mineur (naar Corelli), verdwenen
- opus 20: 1900: Mirage voor orkest
- opus 21:
- opus 22: Suite française (lichte muziek)
- opus 23: Strijkkwartet nr. 8 (MacDonald-nummering)
- opus 24: Pianotrio (onvoltooid)
- opus 25: Twee concertstukken voor cello en piano
- opus 26:
- opus 27:
- opus 28: Keltic overture (lichte muziek)
- opus 29: 1914: Keltic Suite (lichte muziek) met Keltic Lament
- opus 30:
- opus 31:
- opus 32: 1914: Aquarelles (music-pictures group II) voor strijkkwartet
- opus 33: Music-Pictures Group III voor orkest
- opus 34: Wonderful grandmama	(Theatermuziek)
- opus 35: The whispering well	(Theatermuziek)
- opus 36:
- opus 37:
- opus 38: Miniature suite
- opus 39: Julius Caesar	(Theatermuziek)
- opus 40: Ballad and refrain rococo voor viool en piano
- opus 41:
- opus 42: Caprice Pompadour voor viool en piano
- opus 43:
- opus 44:
- opus 45: 1932: Hellas voor orkest
- opus 46:
- opus 47:
- opus 48: 1926: April-England (1) / Isles of Greece (2) voor orkest
- opus 49: 1915: Ghandarva-muziek	(pianomuziek)
- opus 50: Lyra Celtica voor mezzo-sopraan en orkest (onvoltooid)
- opus 51: 1917: Mood Pictures voor stem en piano
- opus 52:
- opus 53:
- opus 54:
- opus 55: Music-Pictures Group IV (lichte muziek)
- opus 56:
- opus 57:
- opus 58:
- opus 59:
- opus 60: 1921: A World Requiem
- opus 61: 1930: Three Mantras voor zang en orkest
- opus 62:
- opus 63:
- opus 64: Sakuntala	(Theatermuziek)
- opus 65: The Trojan women (Theatermuziek) naar Euripides
- opus 66: Songs in sacriface voor tenor en strijkkwintet
- opus 67:
- opus 68: A Gaelic Dreamsong (lichte muziek)
- opus 69: 1922:	Songs for voice and piano
- opus 70: Scottish/Keltic songs	(koormuziek)(?)
- opus 71: Two pieces for orchestra (Mississippi Savannahs/The Florida spiritual) voor orkest
- opus 72: 1921:	Le Cabaret (a) / Suite fantastique (b)	(lichte muziek)
- opus 73:
- opus 74:
- opus 75: The goddess	(Theatermuziek)
- opus 76: The fires divine	(Theatermuziek)
- opus 77: The Cenci	(Theatermuziek)
- opus 78: 1928: Essays in the mode (pianomuziek)
- opus 79:
- opus 80: Cymbeline (Theatermuziek)
- opus 81: 1924: Gaelic melodies (music-pictures group VI) (lichte muziek	ook alleen piano)
- opus 82: 1925: Sain Joan (Suite) (Theatermuziek/suite voor orkest)
- opus 83: Masses and Man (Theatermuziek)
- opus 84: Hippolytus (Theatermuziek) naar Euripides
- opus 85: The dance of life (Theatermuziek)
- opus 86: Garland of youth (Liederencyclus)
- opus 87: Henry VIII (Theatermuziek/suite voor orkest)
- opus 88: 1929: Dynamic Triptych (pianoconcert)
- opus 89: 1931: Strijkkwartet nr. 9 (Quartetto intimo) (MacDonald-nummering)
- opus 90:
- opus 91:
- opus 92:
- opus 93:
- opus 94: Deva-music voor orkest (onvoltooid)
- opus 95: Chinese suite voor orkest
- opus 96:
- opus 97: 1935: Strijkkwartet nr. 10 (Quartetto geniale)-IV:Lento quieto (alleen laatste deel voltooid / gevonden))
- opus 98: 1935: Pasquinades symphoniques voor orkest (onvoltooid)
- opus 99:
- opus 100: Symphony of West and East voor orkest (verloren gegaan)
- opus 101: Symphonic studies voor strijkorkest (verloren gegaan)
- 1922: La belle Pierrette
- 1934: A puppet ballet
- Indian suite
- Kashmiri boatsong
- 1935: The Song of Ram Dass
- 1938: Grand Dunbar March
- 1911: Keltic Melodies	(lichte muziek)
- 1927:Sicilian aubade (lichte muziek)
- Hebrew rhapsody (lichte muziek)
- 1899: Strijkkwartet nr. 4 (MacDonald-nummering)
- Greek Processional (strijkkwintet)
- 1898: Dichterliebe (pianomuziek)
- 1935: Persian lovesong (pianomuziek)
- 1914: English tune with burden
- The Seven Ages (lied)
- 1933:	English madrigals (koormuziek)
- Veils (opus 70?) (theatermuziek voor zijn vrouw)
- 1932: The merry wives of Windsor (Theatermuziek)
- 1934: Dear Brutus (Theatermuziek)
- 1936-1937 An Arabian night

- Bibsys: 90951182
- Bibliothèque nationale de France: cb13987870v (data)
- CiNii: DA12374256
- Gemeinsame Normdatei: 124350127
- International Standard Name Identifier: 0000 0001 2030 3031
- Library of Congress Control Number: n82251568
- Nationale Bibliotheek van Letland: 000207794
- MusicBrainz: b8d8a9c8-7ffd-4221-b92c-feb3ff4bd738
- Bibliotheek van het Japanse parlement: 00987412
- Nationale Bibliotheek van Tsjechië: mzk2011645498
- Nationale bibliotheek van Australië: 35820435
- Nationale Bibliotheek van Israël: 987007274588905171
- Nederlandse Thesaurus van Auteursnamen: 087508990
- Réseau des bibliothèques de Suisse occidentale: 02-A003255616
- LIBRIS: 213100
- SNAC: w6zx8036
- Système universitaire de documentation: 080007252
- Trove: 1102486
- Virtual International Authority File: 88927671
- WorldCat: E39PBJp9pMkwhYk6pgmMWKbw4q